# Acanthosaura crucigera
Acanthosaura crucigera es una especie de lagarto del género Acanthosaura, familia Agamidae, orden Squamata. Su masa corporal es de aproximadamente 63,27 g.

## Distribución
Se distribuye por Asia: Birmania, Tailandia, Malasia Occidental y Camboya.

## Taxonomía
Fue descrita por Boulenger en 1885.
Tratamiento taxonómico
La especie aparece registrada y publicada en Catalogue of the lizards in the British Museum (Nat. Hist.) I. Geckonidae, Eublepharidae, Uroplatidae, Pygopodidae, Agamidae. London: 450 pp.